# Verkehrsregelung
Verkehrsregelung bezeichnet die Regelung des Verkehrsflusses eines Verkehrsträgers. Sie wirkt auf das Verhalten der Verkehrsteilnehmer ein, mit dem Ziel, den Ablauf des Verkehrs flüssig und sicher zu ermöglichen, bzw. zu verbessern.
Verkehrsregelungen können durch technische oder bauliche Einrichtungen (z. B. Verkehrszeichen) oder von Personen durchgeführt werden. Dies geschieht allgemein (Verkehrsführung) oder ereignisbezogen (z. B. nach Unfällen). Verkehrsregelungen finden in allen Bereichen, in denen Verkehr mit Fahrzeugen vorkommt, also zu Lande, im Wasser als auch in der Luft, statt.

## Straßenverkehr
Im Landverkehr werden Landfahrzeuge durch die Straßenführung, durch Verkehrszeichen oder durch Verkehrsposten geregelt.

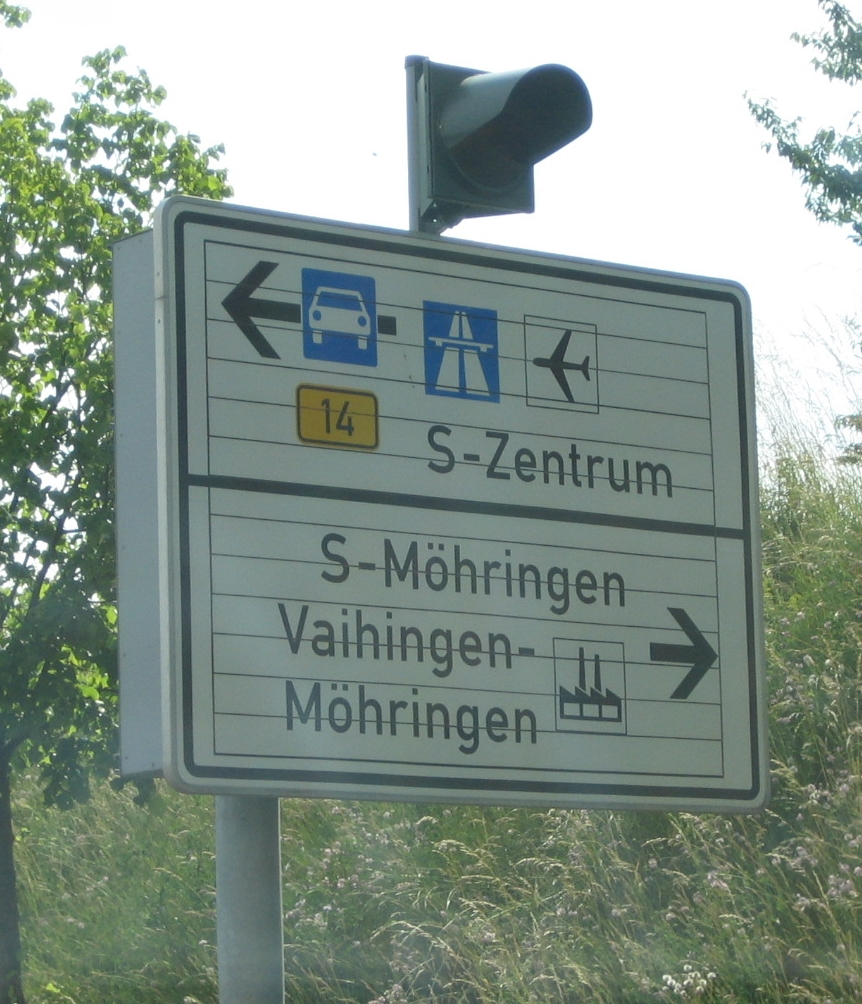
Wechselverkehrszeichenanlage für Umleitungsempfehlungen

### Regelung auf Straßenabschnitten
Zur Aufrechterhaltung des Verkehrsablaufs auf Straßenabschnitten existieren vielerorts Umleitungsempfehlungen. Auf Schnellstraßen trifft man auch häufig Geschwindigkeitsregelungen an.
Wird die Kapazität einer Straße durch das vorhandene Verkehrsaufkommen überschritten, kann ein Zusammenbruch des Verkehrsablaufes nur durch Umleitung von Fahrzeugen verhindert werden. Umleitungsempfehlungen existieren in statischer und dynamischer Form. Die Verkehrsschilder „Bedarfsumleitung“ (Nr. 460) und „Umlenkungspfeil“ (Nr. 467) repräsentieren die statische Form. Durch Wechselverkehrszeichenanlagen können Umleitungsempfehlungen auch dynamisch gegeben werden. Manche modernen Autos besitzen auch schon technische Geräte, die dem Fahrer individuell eine Umleitung vorschlagen können.
Mit Hilfe von Wechselverkehrszeichenanlagen, die adaptiv je nach Verkehrszustand zeitlich veränderliche Geschwindigkeitsbeschränkungen anzeigen können, ist es möglich, den Verkehr zu stabilisieren und dadurch einen Zusammenbruch des Verkehrsablaufs (siehe Verkehrsstau) zu verhindern. Dies wird durch eine Harmonisierung der Geschwindigkeiten der Fahrzeuge erreicht. Oftmals sind auch statische Geschwindigkeitsbegrenzungen in Form von Verkehrszeichen ausreichend.

### Regelung an Kreuzungen

Rathauskreuzung in Schweinfurt 1953. Ein Polizist in einer Kabine bediente die Lichtzeichenanlage, angepasst an das jeweilige Verkehrsaufkommen

Der Verkehr an Kreuzungen kann auf folgende Weisen geregelt werden:
- rechts vor links,
- durch eine vorfahrtsberechtigte Straße (Benutzer der anderen Straße sind dann wartepflichtig),
- durch Lichtzeichenanlagen („Ampeln“),
- durch Verkehrsposten (in Deutschland und der Schweiz auch Verkehrskadetten),
- durch die Polizei oder anderen Einsatzkräfte

## Schienenverkehr
Die Regelung der Schienenfahrzeuge im Schienenverkehr wird durch die Betriebsleittechnik sichergestellt. Optische Warnsysteme und Sicherungsanlagen dienen zur Sicherung des kreuzenden Straßenverkehrs am Bahnübergang.

## Schiffsverkehr
Im Schiffsverkehr wird die Koordination der Wasserfahrzeuge durch die Verkehrsführung (Seezeichen, Seeschifffahrtsstraßen oder die Zeichen der Binnenschifffahrt) oder durch Einzelregelungen wie Anweisungen, z. B. durch den Hafenkapitän geregelt.

## Luftverkehr
Im Luftverkehr wird die Bewegung der Luftfahrzeuge durch Anweisungen der Flugsicherung geregelt, am Boden auch durch die Rollwegweiser. In der militärischen Luftfahrt sind unterstellte Piloten unter Umständen auch den Befehlen des Staffelführers verpflichtet.